# Discografia formației U2
Discografia formației rock irlandeze U2 constă din douăsprezece albume de studio, șapte albume live, cinci compilații, cincizeci și opt single-uri, și șapte discuri EP. Formația este compusă din Bono (voce și chitară), The Edge (chitară, claviaturi și voce), Adam Clayton (chitară bas) și Larry Mullen, Jr. (baterie și instrumente de percuție); ea s-a format în 1976 într-o vreme când membrii ei erau la vârsta adolescenței și aveau aptitudini muzicale limitate.
Succesul U2 în concertele live a rămas mai mare decât cel al albumelor până la lansarea albumului The Joshua Tree din 1987, care a contribuit la ridicarea formației de la statutul „de eroi la cel de supervedete”. U2 a răspuns revoluțiilor dance și a rockului alternativ, și conștiința stagnării lor i-a determinat să se reinventeze odată cu albumul din 1991 intitulat Achtung Baby și cu turneul ce a urmat, Zoo TV Tour. Alte experimente similare au continuat în anii 1990. După 2000, U2 a urmat o linie sonoră mai tradițională, păstrând și influența explorărilor anterioare.
U2 a câștigat primele Premii Grammy pentru The Joshua Tree în 1988, și au câștigat 22 de astfel de premii în total de atunci, fiind la egalitate cu Stevie Wonder în postura de artiști contemporani cu cele mai multe premii Grammy. Printre aceste premii se numără cel pentru cel mai bun duo sau grup rock, pentru albumul anului, discul anului, cântecul anului și cel mai bun album rock. British Phonographic Industry a acordat U2 șapte Premii BRIT, dintre care cinci pentru cel mai bun grup internațional. În Irlanda, U2 a câștigat 14 Premii Meteor de la începerea decernării acestora în 2001. Printre alte premii primite, se numără un AMA, patru MTV Video Music Awards, zece premii Q, două premii Juno, trei premii NME, și un Glob de Aur. Formația a fost introdusă în Rock and Roll Hall of Fame la începutul lui 2005. U2 a vândut peste 140 de milioane de albume în toată lumea.

## Albume

### Albume de studio
| 1980                                | Boy - Lansat: 20 octombrie 1980 - Casă de discuri: Island Records (#9646) - Format: LP, casetă, CD                                                       | 13 | 35 | —  | — | — | —  | —  | —  | —  | —  | 38 | —  | 52 | 63  | SUA: Platină UK: Platină                    |
| 1981                                | October - Lansat: 20 octombrie 1981 - Casă de discuri: Island Records (#9680) - Format: LP, casetă, CD                                                   | 17 | 34 | —  | — | — | —  | —  | —  | —  | —  | 40 | —  | 11 | 104 | SUA: Platină UK: Platină                    |
| 1983                                | War - Lansat: 28 februarie 1983 - Casă de discuri: Island Records (#9733) - Format: LP, casetă, CD                                                       | 16 | 9  | —  | — | — | 30 | 59 | —  | 15 | —  | 2  | —  | 1  | 12  | SUA: 4× Platină UK: 2× Platină              |
| 1984                                | The Unforgettable Fire - Lansat: 1 octombrie 1984 - Casă de discuri: Island Records (#90231-1) - Format: LP, casetă, Stereo 8, CD                        | 53 | 1  | 39 | — | — | —  | 14 | 14 | 6  | —  | 6  | 24 | 1  | 12  | SUA: 3× Platină UK: 2× Platină              |
| 1987                                | The Joshua Tree - Lansat: 9 martie 1987 - Casă de discuri: Island Records (#1124) - Format: LP, casetă, Stereo 8, CD                                     | 53 | 3  | 1  | — | — | 23 | 1  | 62 | 4  | 33 | 1  | 1  | 1  | 1   | SUA: Diamant UK: 6× Platină                 |
| 1988                                | Rattle and Hum - Lansat: 10 octobrie 1988 - Casă de discuri: Island Records (#91003-1) - Format: LP, casetă, Stereo 8, CD                                | 43 | 1  | 1  | — | — | 34 | 1  | —  | 1  | —  | 2  | 1  | 1  | 1   | SUA: 5× Platină UK: 4× Platină              |
| 1991                                | Achtung Baby - Lansat: 19 noiembrie 1991 - Casă de discuri: Island Records (#510 347-2) - Format: LP, casetă, CD                                         | 35 | 1  | 2  | — | — | 37 | 8  | 39 | 4  | 36 | 3  | 3  | 2  | 1   | SUA: 8× Platină UK: 4× Platină              |
| 1993                                | Zooropa - Lansat: 6 iulie 1993 - Casă de discuri: Island Records (#15371 1) - Format: LP, casetă, CD                                                     | 35 | 1  | 1  | — | — | —  | 1  | 1  | 3  | 10 | 1  | 1  | 1  | 1   | SUA: 2× Platină UK: Platină                 |
| 1997                                | Pop - Lansat: 4 March 1997 - Casă de discuri: Island Records (#524 334-1) - Format: LP, casetă, CD                                                       | 37 | 1  | 1  | — | 1 | 1  | 1  | 1  | 1  | 1  | 1  | 1  | 1  | 1   | SUA: Platină UK: Platină                    |
| 2000                                | All That You Can't Leave Behind - Lansat: 30 octombrie 2000 - Casă de discuri: Island Records/Interscope Records (#548 095-1) - Format: LP, casetă, CD   | 1  | 1  | 1  | 2 | 1 | 1  | 1  | 1  | 1  | 1  | 1  | 2  | 1  | 3   | SUA: 4× Platină UK: 2× Platină              |
| 2004                                | How to Dismantle an Atomic Bomb - Lansat: 19 noiembrie 2004 - Casă de discuri: Island Records/Interscope Records (#986 782-8) - Format: LP, cassette, CD | 1  | 1  | 1  | 1 | 1 | 1  | 1  | 1  | 1  | 1  | 1  | 1  | 1  | 1   | SUA: 3× Platină UK: 4× Platină              |
| 2009                                | No Line on the Horizon - Lansat: 27 februarie 2009 - Casă de discuri: Interscope - Format: CD, LP, download                                              | 1  | 1  | 1  | 1 | 1 | 1  | 1  | 1  | 1  | 1  | 2  | 1  | 1  | 1   | SUA: Platină UK: Platină Mondial: 2,500,000 |
| "—" înseamnă absența din clasament. | |    |    |    |   |   |    |    |    |    |    |    |    |    |     |                                             |

### Albume live
| 1983                                  | Under a Blood Red Sky - Lansat: noiembrie 1983 - Casă de discuri: Island Records - Format: LP, casetă, CD                                       | 48 | 2 | 39 | 20 | 22 | —  | 2 | 28 | US: 3× Platină UK: 3× Platină |
| 2000                                  | Hasta la Vista Baby! - Casă de discuri: Island Records - Format: CD                                                                             | —  | — | —  | —  | —  | —  | — | —  |                               |
| 2004                                  | Live from Boston 1981 - Lansat: 23 noiembrie 2004 - Casă de discuri: Island Records - Format: Download digital                                  | —  | — | —  | —  | —  | —  | — | —  |                               |
| 2004                                  | Live from the Point Depot - Lansat: 23 noiembrie 2004 - Casă de discuri: Island Records - Format: Download digital                              | —  | — | —  | —  | —  | —  | — | —  |                               |
| 2005                                  | U2.COMmunication - Lansat: noiembrie 2005 - Casă de discuri: Island Records - Format: CD - Note: Lansare doar pentru Fan Club                   | —  | — | —  | —  | —  | —  | — | —  |                               |
| 2006                                  | Zoo TV Live - Lansat: 20 noiembrie 2006 - Casă de discuri: Island Records - Format: CD - Note: Lansare doar pentru Fan Club                     | —  | — | —  | 32 | —  | 77 | — | —  |                               |
| 2007                                  | U2 Go Home: Live from Slane Castle - Lansat: noiembrie 2007 - Casă de discuri: Island Records - Format: CD - Note: Lansare doar pentru Fan Club | —  | — | —  | 42 | —  | 25 | — | —  |                               |
| 2008                                  | Live from Paris - Lansat: iulie 2008 - Casă de discuri: iTunes - Format: Download digital                                                       | 99 | — | —  | —  | —  | —  | — | 54 |                               |
| "—" înseamnă neintrarea în clasament. | |    |   |    |    |    |    |   |    |                               |

### Coloane sonore
| 2000                                  | The Million Dollar Hotel - Lansat 13 martie 2000 - Casă de discuri: Island Records - Format: LP, casetă, CD | 10 | 17 | 16 | 52 | 9 | 30 | 27 | 26 | 104 |
| "—" reprezintă absența din clasament. | |    |    |    |    |   |    |    |    |     |

### Compilații
| 1995                                   | Melon: Remixes for Propaganda - Casă de discuri: Island Records - Format: CD - Note: Lansare doar pentru Fan Club | —  | — | — | —  | —  | — | — | — | — | — | — | —  |                               |
| 1998                                   | The Best of 1980–1990 - Lansat: 10 noiembrie 1998 - Casă de discuri: Island Records - Format: LP, casetă, CD      | 13 | 1 | 1 | 46 | 3  | 1 | 2 | 1 | 1 | 1 | 1 | 2  | US: 2× Platină UK: 5× Platină |
| 2002                                   | The Best of 1990–2000 - Lansat: 12 noiembrie 2002 - Casă de discuri: Island Records - Format: LP, casetă, CD      | 4  | 1 | 1 | 43 | 4  | 1 | 2 | 1 | 6 | 1 | 2 | 3  | US: Platină UK: 2× Platină    |
| 2004                                   | Unreleased and Rare - Lansat: 23 noiembrie 2004 - Casă de discuri: Island Records - Format: Fișiere AAC protejate | —  | — | — | —  | —  | — | — | — | — | — | — | —  |                               |
| 2006                                   | U218 Singles - Lansat: 17 noiembrie 2006 - Casă de discuri: Island Records - Format: LP, casetă, CD               | 1  | 1 | 2 | 2  | 10 | 3 | 5 | 1 | 4 | 1 | 4 | 12 | UK: 2× Platină                |
| 2009                                   | Medium, Rare and Remastered - Casă de discuri: Island Records - Format: CD - Note: Lansare doar pentru Fan-club   | —  | — | — | —  | —  | — | — | — | — | — | — | —  |                               |
| "—" reprezintă absența din clasamente. | |    |   |   |    |    |   |   |   |   |   |   |    |                               |

### Colaborări
| 1995                                  | Original Soundtracks 1 (cu Brian Eno) - Lansat: noiembrie 1995 - Casă de discuri: Island Records (#524 166-1) - Format: LP, casetă, CD | — | 11 | — | — | — | — | — | — | — | — | — | — | 12 | 76 |
| "—" reprezintă absența din clasament. | |   |    |   |   |   |   |   |   |   |   |   |   |    |    |

### Colecții
| An   | Titlu                                                                                            |
| ---- | ------------------------------------------------------------------------------------------------ |
| 2004 | The Complete U2 - Lansat: 23 noiembrie 2004 - Casă de discuri: Island Records - Format: Download |

### Discuri EP
| 1979                                   | Three - Lansat: septembrie 1979 - Casă de discuri: Island Records - Format: LP                                      | —  | —  |
| 1985                                   | Wide Awake in America - Lansat: mai 1985 - Casă de discuri: Island Records - Format: LP, casetă, CD                 | 11 | 37 |
| 1997                                   | Please: Popheart Live EP - Lansat: 8/9 septembrie 1997 - Casă de discuri: Island Records - Format: LP, casetă, CD   | 7  | —  |
| 2002                                   | 7 - Lansat: 22 ianuarie 2002 - Casă de discuri: Island Records - Format: CD                                         | —  | —  |
| 2003                                   | Exclusive - Lansat: 24 aprilie 2003 - Casă de discuri: Island Records - Format: Download                            | —  | —  |
| 2004                                   | Early Demos - Lansat: 23 noiembrie 2004 - Casă de discuri: Island Records - Format: Download                        | —  | —  |
| 2004                                   | Live from Under the Brooklyn Bridge - Lansat: 9 decembrie 2004 - Casă de discuri: Island Records - Format: Download | —  | —  |
| "—" reprezintă absența din clasamente. | |    |    |

## Discuri single
| An   | Titlu                                                                      | Poziția maximă în clasamente | Poziția maximă în clasamente | Poziția maximă în clasamente | Poziția maximă în clasamente | Poziția maximă în clasamente | Poziția maximă în clasamente | Poziția maximă în clasamente | Poziția maximă în clasamente | Poziția maximă în clasamente | Poziția maximă în clasamente | Poziția maximă în clasamente | Poziția maximă în clasamente | Poziția maximă în clasamente | Poziția maximă în clasamente | Poziția maximă în clasamente | Poziția maximă în clasamente | Album                                    |
| An   | Titlu                                                                      | UK                           | AUS                          | IRE                          | ELV                          | AUT                          | BEL                          | CAN                          | FIN                          | FRA                          | NLD                          | NOR                          | NZ                           | SUE                          | SUA                          | Main rock                    | Mod rock                     | Album                                    |
| ---- | -------------------------------------------------------------------------- | ---------------------------- | ---------------------------- | ---------------------------- | ---------------------------- | ---------------------------- | ---------------------------- | ---------------------------- | ---------------------------- | ---------------------------- | ---------------------------- | ---------------------------- | ---------------------------- | ---------------------------- | ---------------------------- | ---------------------------- | ---------------------------- | ---------------------------------------- |
| 1980 | "Another Day"                                                              | —                            | —                            | —                            | —                            | —                            | —                            | —                            | —                            | —                            | —                            | —                            | —                            | —                            | —                            | —                            | —                            | non-album single                         |
| 1980 | "11 O'Clock Tick Tock"                                                     | —                            | —                            | —                            | —                            | —                            | —                            | —                            | —                            | —                            | —                            | —                            | —                            | —                            | —                            | —                            | —                            | non-album single                         |
| 1980 | "A Day Without Me"                                                         | —                            | —                            | —                            | —                            | —                            | —                            | —                            | —                            | —                            | —                            | —                            | —                            | —                            | —                            | —                            | —                            | Boy                                      |
| 1980 | "I Will Follow"                                                            | —                            | —                            | —                            | —                            | —                            | —                            | —                            | —                            | —                            | —                            | —                            | —                            | —                            | —                            | 20                           | —                            | Boy                                      |
| 1981 | "Fire"                                                                     | 35                           | —                            | 4                            | —                            | —                            | —                            | —                            | —                            | —                            | —                            | —                            | —                            | —                            | —                            | —                            | —                            | October                                  |
| 1981 | "Gloria"                                                                   | 55                           | 32                           | 10                           | —                            | —                            | —                            | —                            | —                            | —                            | —                            | —                            | —                            | —                            | —                            | —                            | —                            | October                                  |
| 1982 | "A Celebration"                                                            | 47                           | 83                           | 15                           | —                            | —                            | —                            | —                            | —                            | —                            | —                            | —                            | —                            | —                            | —                            | —                            | —                            | non-album single                         |
| 1982 | "I Will Follow" (live from Hattem)                                         | —                            | —                            | —                            | —                            | —                            | —                            | —                            | 12                           | —                            | —                            | —                            | —                            | —                            | —                            | —                            | —                            | non-album single                         |
| 1983 | "New Year's Day"                                                           | 10                           | 36                           | 2                            | —                            | —                            | —                            | —                            | 11                           | —                            | —                            | 9                            | —                            | 17                           | 53                           | 2                            | —                            | War                                      |
| 1983 | "Two Hearts Beat as One"                                                   | 18                           | 53                           | 2                            | —                            | —                            | —                            | —                            | —                            | —                            | —                            | —                            | —                            | —                            | 101                          | 12                           | —                            | War                                      |
| 1983 | "Sunday Bloody Sunday"                                                     | —                            | —                            | —                            | —                            | —                            | —                            | —                            | 3                            | —                            | —                            | —                            | —                            | —                            | —                            | 7                            | —                            | War                                      |
| 1984 | "I Will Follow" (live from West Germany)                                   | —                            | —                            | —                            | —                            | —                            | —                            | —                            | —                            | —                            | —                            | —                            | —                            | —                            | 81                           | —                            | —                            | Under a Blood Red Sky                    |
| 1984 | "Pride (In the Name of Love)"                                              | 3                            | 4                            | 2                            | —                            | —                            | —                            | —                            | 8                            | —                            | —                            | 7                            | —                            | 12                           | 33                           | 2                            | —                            | The Unforgettable Fire                   |
| 1985 | "The Unforgettable Fire"                                                   | 6                            | 59                           | 1                            | —                            | —                            | —                            | —                            | 8                            | —                            | —                            | —                            | —                            | —                            | —                            | —                            | —                            | The Unforgettable Fire                   |
| 1987 | "With or Without You"                                                      | 4                            | 9                            | 1                            | —                            | —                            | —                            | 10                           | 2                            | 10                           | —                            | —                            | 10                           | 13                           | 1                            | 1                            | —                            | The Joshua Tree                          |
| 1987 | "I Still Haven't Found What I'm Looking For"                               | 6                            | 17                           | 1                            | —                            | —                            | —                            | 37                           | 6                            | 37                           | —                            | —                            | 18                           | 11                           | 1                            | 2                            | —                            | The Joshua Tree                          |
| 1987 | "Where the Streets Have No Name"                                           | 4                            | 27                           | 1                            | —                            | —                            | —                            | —                            | 10                           | —                            | —                            | —                            | —                            | —                            | 13                           | 11                           | —                            | The Joshua Tree                          |
| 1987 | "In God's Country"                                                         | 48                           | —                            | —                            | —                            | —                            | —                            | —                            | —                            | —                            | —                            | —                            | —                            | —                            | 44                           | 6                            | —                            | The Joshua Tree                          |
| 1988 | "One Tree Hill"                                                            | —                            | —                            | —                            | —                            | —                            | —                            | —                            | —                            | —                            | —                            | —                            | 1                            | —                            | —                            | —                            | —                            | The Joshua Tree                          |
| 1988 | "Desire"                                                                   | 1                            | 1                            | 1                            | —                            | —                            | —                            | 37                           | 2                            | 37                           | —                            | 5                            | 9                            | 5                            | 3                            | 1                            | 1                            | Rattle and Hum                           |
| 1988 | "Angel of Harlem"                                                          | 9                            | 18                           | 3                            | —                            | —                            | —                            | —                            | 8                            | —                            | —                            | —                            | 25                           | —                            | 14                           | 1                            | 3                            | Rattle and Hum                           |
| 1989 | "When Love Comes to Town" (cu B.B. King)                                   | 6                            | 23                           | 1                            | —                            | —                            | —                            | —                            | 9                            | —                            | —                            | —                            | —                            | 20                           | 68                           | 2                            | —                            | Rattle and Hum                           |
| 1989 | "All I Want Is You"                                                        | 4                            | 2                            | 1                            | —                            | —                            | —                            | —                            | 12                           | —                            | —                            | —                            | —                            | 4                            | 83                           | 13                           | —                            | Rattle and Hum                           |
| 1991 | "The Fly"                                                                  | 1                            | 1                            | 1                            | —                            | —                            | —                            | 6                            | 4                            | 6                            | —                            | 1                            | 3                            | 3                            | 61                           | 2                            | 1                            | Achtung Baby                             |
| 1991 | "Mysterious Ways"                                                          | 13                           | 3                            | 1                            | —                            | —                            | —                            | 19                           | 8                            | 19                           | —                            | —                            | 13                           | 17                           | 9                            | 1                            | 1                            | Achtung Baby                             |
| 1992 | "One"                                                                      | 7                            | 4                            | 1                            | —                            | —                            | —                            | 13                           | 11                           | 13                           | —                            | —                            | 25                           | —                            | 10                           | 1                            | 1                            | Achtung Baby                             |
| 1992 | "Even Better Than the Real Thing"                                          | 12                           | 11                           | 3                            | —                            | —                            | —                            | 34                           | 8                            | 34                           | —                            | —                            | 18                           | 10                           | 32                           | 1                            | 9                            | Achtung Baby                             |
| 1992 | "Even Better Than the Real Thing" (remix)                                  | 8                            | —                            | 10                           | —                            | —                            | —                            | —                            | —                            | —                            | —                            | —                            | —                            | —                            | —                            | —                            | —                            | Achtung Baby                             |
| 1992 | "Who's Gonna Ride Your Wild Horses"                                        | 14                           | 9                            | 4                            | —                            | —                            | —                            | —                            | 13                           | 10                           | —                            | 10                           | 24                           | 19                           | 35                           | 2                            | 7                            | Achtung Baby                             |
| 1993 | "Numb" (video single)                                                      | —                            | 7                            | —                            | —                            | —                            | —                            | —                            | —                            | —                            | —                            | —                            | —                            | —                            | —                            | 18                           | 2                            | Zooropa                                  |
| 1993 | "Lemon"                                                                    | —                            | 6                            | —                            | —                            | —                            | —                            | —                            | —                            | —                            | 10                           | —                            | —                            | —                            | —                            | 18                           | 3                            | Zooropa                                  |
| 1993 | "Stay (Faraway, So Close!)"                                                | 4                            | 5                            | 1                            | —                            | —                            | —                            | 18                           | 10                           | 18                           | 6                            | —                            | 20                           | 13                           | 61                           | 12                           | 15                           | Zooropa                                  |
| 1995 | "Hold Me, Thrill Me, Kiss Me, Kill Me"                                     | 2                            | 1                            | 1                            | 4                            | —                            | 4                            | 10                           | 9                            | 10                           | 1                            | 1                            | 5                            | 2                            | 16                           | 1                            | 1                            | Coloana sonoră a filmului Batman Forever |
| 1995 | "Miss Sarajevo"                                                            | —                            | 7                            | —                            | —                            | —                            | —                            | —                            | 5                            | 8                            | —                            | —                            | —                            | —                            | —                            | —                            | —                            | Original Soundtracks 1                   |
| 1997 | "Discothèque"                                                              | 1                            | 3                            | 1                            | 5                            | —                            | 1                            | 12                           | 9                            | 12                           | 1                            | 1                            | 6                            | 2                            | 10                           | 6                            | 1                            | Pop                                      |
| 1997 | "Staring at the Sun"                                                       | 3                            | 23                           | 4                            | —                            | 2                            | 4                            | 49                           | 22                           | 49                           | 4                            | 9                            | 29                           | 26                           | 26                           | 2                            | 1                            | Pop                                      |
| 1997 | "Last Night on Earth"                                                      | 10                           | 32                           | 11                           | —                            | 4                            | 6                            | —                            | 17                           | —                            | 36                           | 20                           | —                            | 43                           | 57                           | 18                           | 11                           | Pop                                      |
| 1997 | "Please"                                                                   | 7                            | 21                           | 6                            | —                            | —                            | 7                            | 31                           | 11                           | 31                           | 32                           | 15                           | 35                           | 33                           | —                            | 31                           | —                            | Pop                                      |
| 1997 | "If God Will Send His Angels"                                              | 12                           | —                            | 11                           | —                            | 26                           | 6                            | —                            | 30                           | —                            | 35                           | —                            | —                            | 56                           | —                            | —                            | —                            | Pop                                      |
| 1997 | "Mofo"                                                                     | —                            | 35                           | —                            | —                            | —                            | —                            | —                            | —                            | —                            | —                            | —                            | —                            | —                            | —                            | —                            | —                            | Pop                                      |
| 1998 | "Sweetest Thing"                                                           | 3                            | 6                            | 1                            | 33                           | 1                            | 6                            | 18                           | 9                            | 18                           | 3                            | 4                            | 28                           | 6                            | 63                           | 31                           | 9                            | The Best of 1980–1990                    |
| 2000 | "Beautiful Day"                                                            | 1                            | 1                            | 1                            | 6                            | 2                            | 1                            | 17                           | 1                            | 17                           | 1                            | 1                            | 6                            | 7                            | 21                           | 14                           | 5                            | All That You Can't Leave Behind          |
| 2001 | "Stuck in a Moment You Can't Get Out Of"                                   | 2                            | 3                            | 1                            | 33                           | 1                            | 10                           | 31                           | 7                            | 31                           | 17                           | 4                            | 38                           | 23                           | 52                           | 35                           | 35                           | All That You Can't Leave Behind          |
| 2001 | "Elevation"                                                                | 3                            | 6                            | 1                            | 13                           | 1                            | 9                            | 34                           | 1                            | 34                           | 1                            | 5                            | 20                           | 33                           | —                            | 21                           | 8                            | All That You Can't Leave Behind          |
| 2001 | "Walk On"                                                                  | 5                            | 9                            | 7                            | —                            | 1                            | 16                           | 81                           | 10                           | 81                           | —                            | 17                           | 48                           | 55                           | —                            | 19                           | 10                           | All That You Can't Leave Behind          |
| 2002 | "Electrical Storm"                                                         | 5                            | 5                            | 2                            | 29                           | 4                            | 2                            | 18                           | 4                            | 18                           | 5                            | 4                            | 5                            | 13                           | 77                           | 26                           | 14                           | The Best of 1990–2000                    |
| 2004 | "Take Me To The Clouds Above" (as LMC vs. U2)                              | 1                            | 7                            | 3                            | —                            | —                            | —                            | 21                           | 16                           | 21                           | —                            | 18                           | 41                           | 21                           | —                            | —                            | —                            | non-album single                         |
| 2004 | "Vertigo"                                                                  | 1                            | 5                            | 1                            | 9                            | —                            | 2                            | 12                           | 2                            | 12                           | 5                            | 2                            | 6                            | 2                            | 31                           | 3                            | 1                            | How to Dismantle an Atomic Bomb          |
| 2005 | "Sometimes You Can't Make It on Your Own"                                  | 1                            | 19                           | 3                            | 32                           | 1                            | 11                           | 60                           | 4                            | 60                           | 12                           | 6                            | 39                           | 24                           | 97                           | —                            | 29                           | How to Dismantle an Atomic Bomb          |
| 2005 | "City of Blinding Lights"                                                  | 2                            | 31                           | 8                            | 23                           | 2                            | —                            | 89                           | 3                            | 89                           | —                            | —                            | 41                           | 8                            | —                            | —                            | —                            | How to Dismantle an Atomic Bomb          |
| 2005 | "Sgt. Pepper's Lonely Hearts Club Band" (with Paul McCartney)              | —                            | —                            | —                            | —                            | —                            | —                            | —                            | —                            | —                            | —                            | —                            | —                            | —                            | 48                           | —                            | —                            | non-album single                         |
| 2005 | "All Because of You"                                                       | 4                            | 23                           | 4                            | 36                           | 1                            | —                            | —                            | 6                            | —                            | —                            | 13                           | —                            | 37                           | —                            | 20                           | 6                            | How to Dismantle an Atomic Bomb          |
| 2006 | "Original of the Species"                                                  | —                            | —                            | —                            | —                            | —                            | —                            | —                            | 15                           | —                            | —                            | —                            | —                            | —                            | —                            | —                            | —                            | How to Dismantle an Atomic Bomb          |
| 2006 | "One" (with Mary J. Blige)                                                 | 2                            | —                            | 2                            | 10                           | —                            | —                            | 35                           | 2                            | 35                           | —                            | 1                            | 2                            | 27                           | —                            | —                            | —                            | The Breakthrough                         |
| 2006 | "The Saints Are Coming" (cu Green Day)                                     | 2                            | 1                            | 1                            | 12                           | —                            | 8                            | 44                           | 1                            | 44                           | 4                            | 1                            | 1                            | 4                            | 51                           | 33                           | 22                           | U218                                     |
| 2007 | "Window in the Skies"                                                      | 4                            | 17                           | 5                            | 27                           | —                            | —                            | —                            | 1                            | —                            | 28                           | 8                            | 34                           | 38                           | —                            | —                            | 32                           | U218                                     |
| 2008 | "The Ballad of Ronnie Drew" (cu The Dubliners, Kila, și A Band of Bowsies) | —                            | —                            | 1                            | —                            | —                            | —                            | —                            | —                            | —                            | —                            | —                            | —                            | —                            | —                            | —                            | —                            | non-album single                         |
| 2009 | "Get on Your Boots"                                                        | 12                           | 26                           | 1                            | 26                           | 3                            | 13                           | 3                            | 6                            | 6                            | 5                            | 5                            | 20                           | 8                            | 37                           | 26                           | 5                            | No Line on the Horizon                   |
| 2009 | "Magnificent"                                                              | 42                           | —                            | 5                            | —                            | —                            | 46                           | 68                           | —                            | —                            | —                            | —                            | —                            | 44                           | 79                           | 29                           | 18                           | No Line on the Horizon                   |

## Videografie

### Filme
| Year | Title |
| ---- | --- |
| 1988 | Rattle and Hum - Lansat: 27 octombrie 1988 - Distribuitor: Paramount Pictures - Format: VHS, DVD, HD DVD, Blu-ray |
| 2008 | U2 3D - Lansat: 23 ianuarie 2008 - Distribuitor: National Geographic Entertainment - Format: 3D                   |

### Videoclipuri
| An   | Titlu | Certificări       |
| ---- | --- | ----------------- |
| 1984 | Live at Red Rocks: Under a Blood Red Sky - Lansat: noiembrie 1984 - Casă de discuri: MCA Home Video - Format: VHS, Betamax, DVD                         |                   |
| 1985 | The Unforgettable Fire Collection - Lansat: 1985 - Casă de discuri: Island Records - Format: VHS                                                        |                   |
| 1992 | Achtung Baby: The Videos, the Cameos, and a Whole Lot of Interference from Zoo TV - Lansat: 17 mai 1992 - Casă de discuri: Island Records - Format: VHS | - SUA: Platină    |
| 1994 | Zoo TV: Live from Sydney - Lansat: 17 mai 1994 - Casă de discuri: Island Records - Format: VHS, DVD                                                     | - SUA: Platină    |
| 1998 | PopMart: Live from Mexico City - Lansat: 22 noiembrie 1998 - Casă de discuri: Island Records - Format: VHS, DVD                                         |                   |
| 1999 | The Best of 1980–1990 - Lansat: aprilie 1999 - Casă de discuri: Island Records - Format: VHS                                                            |                   |
| 2001 | Elevation 2001: Live from Boston - Lansat: 26 noiembrie 2001 - Casă de discuri: Island Records - Format: DVD                                            | - SUA: 2x Platină |
| 2002 | The Best of 1990–2000 - Lansat: 2 decembrie 2002 - Casă de discuri: Island Records - Format: VHS, DVD                                                   |                   |
| 2003 | U2 Go Home: Live from Slane Castle - Lansat: 17 noiembrie 2003 - Casă de discuri: Island Records - Format: DVD                                          |                   |
| 2005 | Vertigo: Live from Chicago - Lansat: 14 noiembrie 2005 - Casă de discuri: Island Records - Format: DVD                                                  |                   |
| 2006 | Vertigo: Live from Milan - Lansat: 17 November 2006 - Casă de discuri: Island Records - Format: DVD                                                     |                   |
| 2006 | U218 Videos - Lansat: 17 noiembrie 2006 - Casă de discuri: Island Records - Format: DVD                                                                 |                   |
| 2009 | Linear - Lansat: 3 martie 2009 - Casă de discuri: Interscope - Format: Digital Download, DVD                                                            |                   |

### Videoclipuri muzicale
| An   | Titlu                                        | Note                                                                                    |
| ---- | -------------------------------------------- | --------------------------------------------------------------------------------------- |
| 1980 | "I Will Follow"                              |                                                                                         |
| 1981 | "Gloria"                                     |                                                                                         |
| 1982 | "A Celebration"                              |                                                                                         |
| 1983 | "New Year's Day"                             |                                                                                         |
| 1983 | "Two Hearts Beat as One"                     |                                                                                         |
| 1983 | "Sunday Bloody Sunday" (live)                |                                                                                         |
| 1984 | "Pride (In the Name of Love)"                | 3 videoclipuri realizate, inclusiv versiunea Slane Castle și "Versiunea 3", nepublicată |
| 1984 | "The Unforgettable Fire"                     |                                                                                         |
| 1984 | "A Sort of Homecoming"                       |                                                                                         |
| 1985 | "Bad" (live)                                 |                                                                                         |
| 1987 | "With or Without You"                        |                                                                                         |
| 1987 | "I Still Haven't Found What I'm Looking For" |                                                                                         |
| 1987 | "Where the Streets Have No Name"             |                                                                                         |
| 1987 | "Red Hill Mining Town"                       |                                                                                         |
| 1987 | "Spanish Eyes"                               |                                                                                         |
| 1987 | "In God's Country"                           |                                                                                         |
| 1987 | "One Tree Hill"                              |                                                                                         |
| 1987 | "Christmas (Baby Please Come Home)"          |                                                                                         |
| 1988 | "Desire"                                     | 2 videoclipuri realizate, inclusiv 1 remix                                              |
| 1988 | "Angel of Harlem"                            |                                                                                         |
| 1989 | "When Love Comes to Town"                    |                                                                                         |
| 1989 | "All I Want Is You"                          |                                                                                         |
| 1990 | "Night and Day"                              |                                                                                         |
| 1991 | "The Fly"                                    |                                                                                         |
| 1991 | "Mysterious Ways"                            |                                                                                         |
| 1991 | "One"                                        | 3 videoclipuri realizate                                                                |
| 1992 | "Even Better Than the Real Thing"            | 2 videoclipuri realizate, inclusiv 1 remix                                              |
| 1992 | "Until the End of the World"                 |                                                                                         |
| 1992 | "Who's Gonna Ride Your Wild Horses"          |                                                                                         |
| 1993 | "Love Is Blindness"                          |                                                                                         |
| 1993 | "Numb"                                       | 2 videoclipuri realizate, inclusiv 1 remix                                              |
| 1993 | "Lemon"                                      |                                                                                         |
| 1993 | "Stay (Faraway, So Close!)"                  |                                                                                         |
| 1993 | "I've Got You Under My Skin"                 | cu Frank Sinatra                                                                        |
| 1995 | "Miss Sarajevo"                              |                                                                                         |
| 1995 | "Hold Me, Thrill Me, Kiss Me, Kill Me"       |                                                                                         |
| 1997 | "Discothèque"                                |                                                                                         |
| 1997 | "Staring at the Sun"                         | 2 videoclipuri realizate                                                                |
| 1997 | "Last Night on Earth"                        |                                                                                         |
| 1997 | "Please"                                     |                                                                                         |
| 1997 | "If God Will Send His Angels"                |                                                                                         |
| 1997 | "Mofo"                                       |                                                                                         |
| 1998 | "Sweetest Thing"                             |                                                                                         |
| 2000 | "The Ground Beneath Her Feet"                |                                                                                         |
| 2000 | "Beautiful Day"                              | 2 videoclipuri realizate                                                                |
| 2001 | "Stuck in a Moment You Can't Get Out Of"     | 2 videoclipuri realizate - o versiune americană și una internațională                   |
| 2001 | "Walk On"                                    | 2 videoclipuri realizate - o versiune americană și una internațională                   |
| 2001 | "Elevation"                                  |                                                                                         |
| 2002 | "Electrical Storm"                           |                                                                                         |
| 2003 | "The Hands That Built America"               |                                                                                         |
| 2004 | "Vertigo"                                    | 3 videoclipuri realizate                                                                |
| 2004 | "All Because of You"                         |                                                                                         |
| 2005 | "Sometimes You Can't Make It on Your Own"    | 2 videoclipuri realizate                                                                |
| 2005 | "City of Blinding Lights"                    |                                                                                         |
| 2005 | "Original of the Species"                    | 2 videoclipuri realizate                                                                |
| 2006 | "One"                                        |                                                                                         |
| 2006 | "The Saints Are Coming"                      |                                                                                         |
| 2006 | "Window in the Skies"                        | 2 videoclipuri realizate                                                                |
| 2008 | "I Believe In Father Christmas"              |                                                                                         |
| 2009 | "Get on Your Boots"                          | 2 videoclipuri realizate                                                                |